# Oclusión dental
El término «oclusión» suele utilizarse para definir las superficies dentales que hacen contacto (Ash, Ramfjord y Teod); sin embargo, el contacto es más amplio y debe incluir las relaciones funcionales, parafuncionales y disfuncionales que surgen de los componentes del sistema masticatorio como consecuencia de los contactos de las superficies oclusales de los dientes del arco maxilar contra los dientes del arco antagonista o mandibular. En este sentido, la oclusión se define como la relación funcional y disfuncional entre un sistema integrado por dientes, estructuras de soporte alveolar, articulación temporomandibular y componentes neuromusculares, incluyendo aspectos psicológicos y fisiológicos, función y disfunción.
Se denomina oclusión estática al contacto entre los dientes cuando el maxilar y la mandíbula están cerrados y quietos, mientras que la oclusión dinámica hace referencia a los contactos que se producen cuando la mandíbula está en movimiento.
El sistema de masticación comprende el periodonto, la articulación temporomandibular (y otros componentes esqueléticos) y la neuromusculatura (músculos del cerebro). Por lo tanto, los contactos entre dientes no deben ser vistos como un elemento aislado, sino en el contexto del sistema masticatorio como un todo.

## Concepto moderno
Se entiende el estudio de la oclusión como el estudio de la dinámica mandibular o de las relaciones dinámicas del sistema estomatognático, e incluye la idea de un sistema estructurado e integrado de unidades funcionales que abarcan dientes, articulaciones, músculos de la masticación y del cuello. Por lo tanto, las soluciones a problemas de la ortodoncia (debido a la memoria del ligamento periodontal), la inestabilidad de la dentadura y un traumatismo periodontal requieren de conceptos de oclusión mucho más amplios y complejos que los utilizados para el simple montaje de dientes protésicos, contactos oclusivos y posición de maxilares.
Ampliando el concepto moderno estructurado e integrado, la oclusión dental también debe referirse al estudio de las alteraciones que se constituyen por una mala función del sistema, cuando se altera o falla uno o más componentes de este.

## Maloclusión
Las maloclusiones pueden ser causa de un sinnúmero de problemas, no solo en los dientes sino también en el periodonto, la articulación temporomandibular (atm) y coronas y puentes que pueden fracturarse. Las recesiones gingivales y las efracciones pueden ser exacerbadas por una mala mordida. Algunos signos clínicos en la atm, como chasquidos, crepitaciones, trabazón y dolor articular, pueden llevar a espasmos musculares que se traducen en dolor de cabeza, fatiga, dolor de senos paranasales e incluso dolor de espalda.
Algunos de los tratamientos para los problemas oclusivos son: ajustes de mordida y puntos prematuros de contacto en dientes naturales y artificiales, medicamentos (antiinflamatorios y relajantes musculares), llevar una dieta blanda, terapia de relajación y medicamentos fijos (aparatología ortodrómica) o removibles (guarda de oclusor).